# Allison Pineau
Allison Pineau, född 2 maj 1989 i Chartres, är en fransk handbollsspelare. Hon är högerhänt och spelar i anfall som mittnia. Hon blev utsedd av IHF till Årets bästa handbollsspelare i världen 2009.

## Klubbkarriär
26 maj 2010 blev Pineau som första franska kvinnan utvald till  världens bästa damhandbollsspelare säsongen 2008- 2009. då spelade hon för den  franska  Issy-les-Moulineaux HB. Säsongen efter spelade hon för Metz HB där hon stannade till 2012. Rumänska klubben CS Oltchim Râmnicu Vâlcea blev nästa klubb i karriären och där blev hon rumänsk mästare. Efter att Râmnicu Vâlcea slogs ut i semifinalen av Champions League 2013 fick hon sitt kontrakt uppsagt. Hon skrev då kontrakt med den makedonska klubben ŽRK Vardar. 30 oktober 2014 lämnade hon Skopje för den slovenska klubben RK Krim. I februari 2015 stod det klart att hon lämnade klubben av ekonomiska skäl. Ny klubbadress blev franska HBC Nimes där hon bara spelade 2015. Sedan spelade Pineau för rumänska klubben HCM Baia Mare. Från säsongen 2016-2017 var hon under kontrakt med den franska klubben Brest Bretagne HB och hon spelade sedan 2019-2020 för Paris 92. Därpå anslöt hon till montenegrinska klubben ŽRK Budućnost.Med Budućnost vann hon både montenegrinska mästerskapet och montenegrinska cupen 2021. Sommaren 2021 återvände Pineau till RK Krim.

## Landslagskarriär
För det franska landslaget har Pineau spelat 264 landskamper hittills, och hon har stått för 673 mål i landslaget. 2009 kom hon tvåa med Frankrike i VM i Kina efter finalförlust mot Ryssland. Hon blev uttagen till All Star-laget vid VM 2009. Vid VM i Brasilien 2011 blev Pineau åter silvermedaljör och åter  uttagen till All Star-laget. Sommaren 2012 deltog hon i OS i London men Frankrike hamnade utanför medaljerna. i Rio de Janeiro 2016 kom Frankrike till finalen men besegrades av Ryssland. Vid EM 2016 i Sverige tog hon brons. Vid VM 2017  i Tyskland och EM 2018 hemma i Frankrike vann Pineau guldmedaljen. Hon guldmedaljen vid olympiska spelen i Tokyo, och gjorde totalt 31 mål under turneringen. Pineau har nu vunnir VM-, EM- och OS-guld.

## Klubbar
- CM Aubervilliers (2001–2003)
- Villemomble HB (2003–2006)
- Issy-les-Moulineaux HB (2006–2009)
- Metz HB (2009–2012)
- CS Oltchim Râmnicu Vâlcea (2012–2013)
- ŽRK Vardar (2013–2014)
- RK Krim (2014–2015)
- HBC Nîmes (2015)
- HCM Baia Mare (2015–2016)
- Brest Bretagne HB (2016–2019)
- Paris 92 (2019-2020)
- ŽRK Budućnost (2020-2021)
- RK Krim (2021-

## Meriter i klubblag
- Franska mästerskapet 2011
- Franska cupen 2010 och  2011
- Rumänska mästerskapet 2013
- Nordmakedonskamästerskapet 2014
- Nordmakedonska cupen 2014
- Montenegrinska mästerskapet 2021
- Montenegrinska cupen 2021

## Individuella utmärkelser
- All-Star mittnia i VM  2009 och 2011

- Årets bästa handbollsspelare i världen,  2009
- Riddare av Nationalförtjänstorden,  30 november 2016[6]
- Årets handbollsspelare i Frankrike – Bästa försvarsspelare,  2018
- Riddare av Hederslegionen,  8 september 2021[7]

[Redigera Wikidata]